# Тейс Остінг
Тейс Остінг (нід. Thijs Oosting, нар. 2 травня 2000, Еммен) — нідерландський футболіст, півзахисник клубу «Гронінген».

## Клубна кар'єра
Виступав у юнацькій команді «Еммена», а 2016 року опинився в юнацькій академії АЗ. У сезоні 2017/18 він провів на лавці запасних одине матч команди «Йонг АЗ», але дебютував у професійному футболі лише наступного сезону, зігравши за цю команду в матчі Еерстедивізі 17 листопада 2018 року у грі проти «Йонг ПСВ» (1:3), замінивши на 77-й хвилині Меса Кандорпа, і забив свій перший гол на дорослому рівні через 10 хвилин.
Першу половину 2021 року відіграв на правах оренди за «Валвейк».
31 січня 2022 року за 1 мільйон євро перейшов до «Віллема II».

## Збірна
У складі збірної Нідерландів до 17 років був учасником юнацького чемпіонату Європи 2017 року, на якому «помаранчеві» дійшли до чвертьфіналу.

## Особисте життя
Його батько Джозеф Остінг також був професійним футболістом, а по завершенні кар'єри став тренером.